# Synchlora croceofimbriata
Synchlora croceofimbriata är en fjärilsart som beskrevs av Herrich-Schäffer 1870. Synchlora croceofimbriata ingår i släktet Synchlora och familjen mätare. Inga underarter finns listade i Catalogue of Life.